# یوما ناکایاما
یوما ناکایاما (انگلیسی: Yuma Nakayama؛ زادهٔ ۱۳ ژانویهٔ ۱۹۹۴) یک موسیقی‌دان اهل ژاپن است.